# NGC 123
NGC 123 – prawdopodobnie gwiazda o jasności 15,4m znajdująca się w gwiazdozbiorze Wieloryba.
NGC 123 to obiekt skatalogowany przez Wilhelma Tempela 27 września 1880 roku jako „bardzo słaba mgławica”. Identyfikacja obiektu nie jest pewna – w pozycji podanej przez odkrywcę ani w jej pobliżu nie ma żadnych obiektów tego typu. Gwiazda ta, wraz z sąsiednią gwiazdą, którą zidentyfikowano jako NGC 122, wydaje się jednak najbardziej pasować do opisu Tempela, który zaobserwował te dwa obiekty tej samej nocy.